# 约瑟夫·扎霍尔斯基
约瑟夫·扎霍尔斯基（1929年1月6日—2002年），生于布拉迪斯拉发，斯洛伐克男子冰球运动员。他曾代表捷克斯洛伐克国家队参加1952年冬季奥林匹克运动会冰球比赛，获得第四名。